# 서해원
서해원(1985년 2월 13일 ~ )은 대한민국의 배우, 모델이다.

## 학력
- 공주영상정보대학 관광학과

## 출연 작품

### 드라마
- 2012년 KBS 1TV 주말드라마 《대왕의 꿈》 - 계백의아내
- 2013년 MBC 수목드라마 《미스코리아》 - 연지후
- 2014년 KBS 2TV 수목드라마 《조선 총잡이》 - 기생 역
- 2017년 MBC 수목드라마 《죽어야 사는 남자》 - 최민희 역
- 2018년 MBC 일일연속극 《비밀과 거짓말》[1] - 한우정(신우정) 역
- 2023년 ENA 수목드라마 《낮에 뜨는 달》찰리 브라운

### 영화
- 2010년 더 브라스 퀸텟
- 2011년 마이 블랙 미니드레스 - 신입 여작가 역
- 2013년 런닝맨 - 카센터 차주녀 역
- 2014년 레드카펫 - 커플녀 역
- 2015년 엽기적인 그녀 2 - 기획팀 팀원4 역
- 2017년 더 킹 - 희성친구1 역
- 2023년 솔캠 - 지영 역

### 방송
- 2014년 스카이 트래블 어쩌다 마주친 여행 제주편

## 같이 보기
- 2009년 미스코리아
- 미스코리아 인천